# Гьолджук (вилает Родосто)
Гьолджук или Гьолджик (на турски: Gölcük; на гръцки: Γιολτζίκ, Гьолдзик) е село в Източна Тракия, Турция, Вилает Родосто, околия Шаркьой.

## География
Гьолджук е разположено на 6 километра северно от Шаркьой.

## История
В началото на 20 век Гьолджук е гръцко село в Шаркьойска каза на Родостенския санджак на Османската империя. Според статистиката на професор Любомир Милетич в 1912 година в Гьолджикъ живеят 100 гръцки семейства. По Лозанския договор в 1922 година населението му се изселва в Гърция. Част от жителите му са заселени в македонското село Чалджиево. На негово място са настанени турци бежанци от Солун и Кърджали.